# Cyfrowy aparat fotograficzny

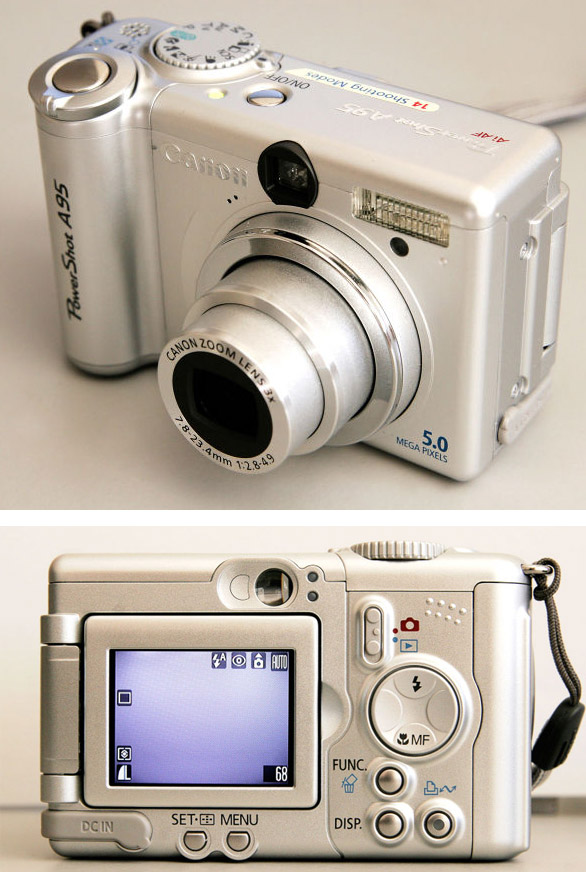
Cyfrowy kompaktowy aparat fotograficzny Canon PowerShot A95

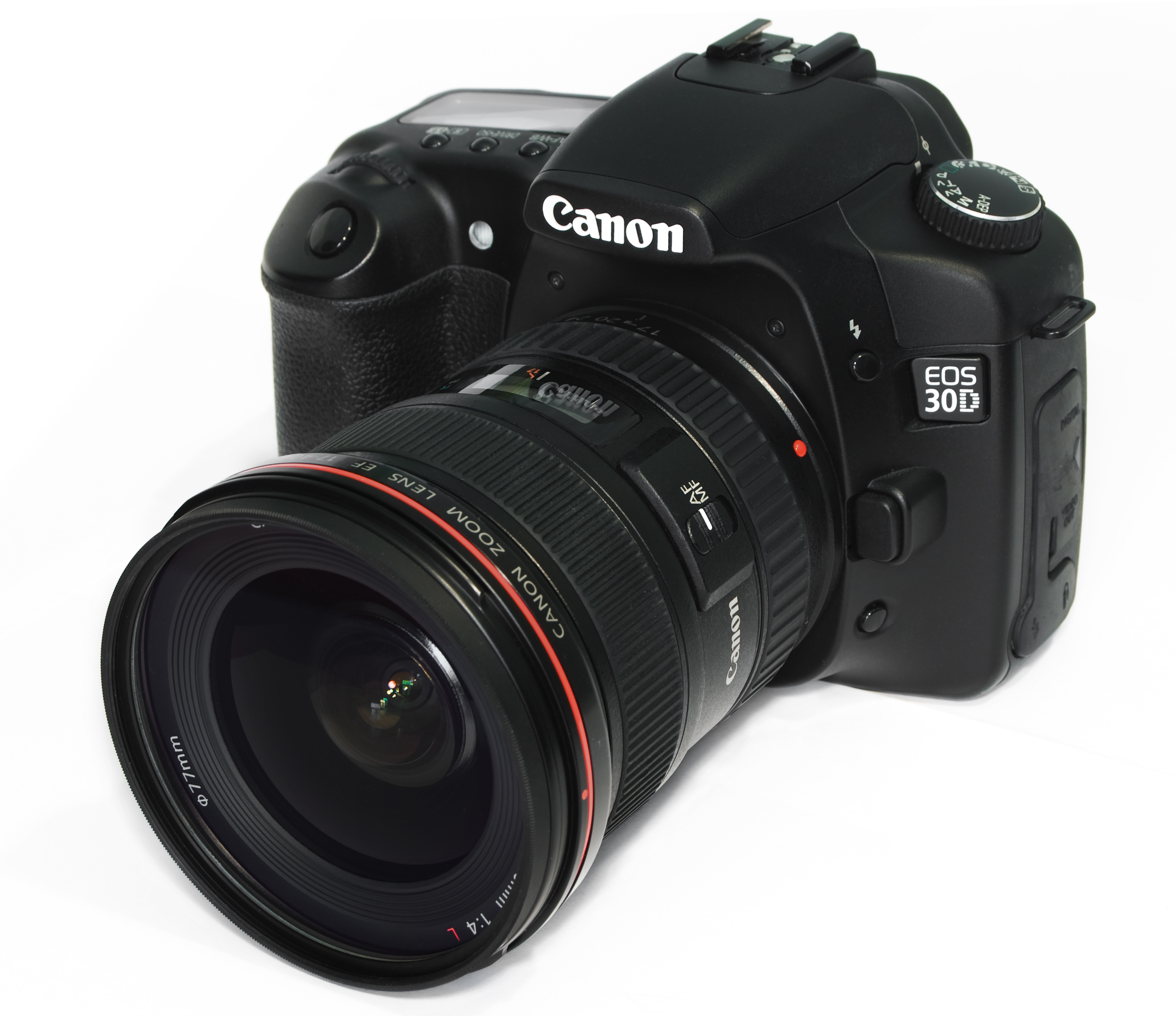
Lustrzanka cyfrowa Canon EOS 30D

Aparat cyfrowy – aparat fotograficzny rejestrujący obraz w postaci cyfrowej.
Aparat cyfrowy zapisuje obraz podobnie jak informacje zapisywane są w pamięci komputera. Jego zaletą jest to, że otrzymane zdjęcia mogą być w prosty sposób modyfikowane na komputerze, a następnie drukowane w dowolnej liczbie kopii.
Karty pamięci, stosowane w aparatach cyfrowych, jako nośnik danych, mogą pomieścić wielokrotnie więcej zdjęć niż błony fotograficzne, w związku z tym fotografowanie za pomocą aparatów cyfrowych jest znacznie tańsze i rzadko wymaga wymiany karty. Ponadto można wykonywać wiele próbnych zdjęć, a nieudane bez problemu i praktycznie bez kosztów usunąć.
Pierwszy komercyjny aparat cyfrowy Mavica (MAgnetic VIdeo CAmera), zapisujący obrazy na mieszczącej 50 zdjęć dyskietce, zaprezentowała 24 sierpnia 1981 roku z zamiarem produkcji od 1983 roku firma Sony. Przewidywano wówczas możliwość oglądania obrazów na ekranie telewizora, natomiast dopiero w opracowaniu były systemy druku kolorowego.

## Zasada działania

Wielkości matryc w aparatach cyfrowych

Układ optyczny tworzy obraz na przetworniku fotoelektrycznym (CCD, CMOS), a współpracujący z nim układ elektroniczny odczytuje informacje o tym obrazie i przetwarza na postać cyfrową w układzie zwanym przetwornikiem analogowo-cyfrowym.
Dane w postaci cyfrowej są zapisywane w plikach danych, w jednym z formatów zapisu obrazu – zazwyczaj JPEG (kompresja stratna), TIFF (kompresja bezstratna) lub RAW (pełna informacja z matrycy aparatu) – w cyfrowej pamięci aparatu (półprzewodnikowej, na miniaturowym dysku magnetycznym bądź optycznym) albo przesyłane bezpośrednio do komputera. Najczęściej wykorzystywanymi pamięciami w aparatach cyfrowych są pamięci typu flash w postaci kart.

## Typy aparatów cyfrowych
- Aparaty kompaktowe – forma rozwojowa wywodząca się z klasycznych aparatów kompaktowych, charakteryzująca się zwartą budową i niewielkimi rozmiarami oraz znacznym uproszczeniem i zautomatyzowaniem obsługi. Niewielkie rozmiary przetworników, a co za tym idzie, bardzo krótkie ogniskowe stosowanych obiektywów powodują, iż aparaty te charakteryzują się dużą głębią ostrości, co z kolei powoduje, iż niekiedy nie stosuje się w nich układów ustawiania ostrości. Historycznie rzecz biorąc, to właśnie małe rozmiary przetworników i obiektywów pierwszych aparatów cyfrowych spowodowały, że wprowadzając je na rynek zdecydowano się zaadaptować do tego celu bardzo popularną w owym czasie formę tradycyjnych aparatów kompaktowych. W okresie rozwoju cyfrowe kompakty przybierały różne formy, od najbardziej zminiaturyzowanych aparatów kieszonkowych o grubości kilku do kilkunastu milimetrów, do rozbudowanych zarówno od strony możliwości regulacji dostępnych dla użytkownika, jak i wielkości matryc i obiektywów, stawiając je tym samym blisko granicy zaliczania ich do aparatów typu bridge camera.
- Lustrzanki cyfrowe (DSLR, od ang. digital single-lens reflex), to aparaty których konstrukcja oparta jest na klasycznej lustrzance jednoobiektywowej, gdzie błonę światłoczułą zastąpiła duża matryca, o rozmiarach porównywalnych z pojedynczą klatką filmu małoobrazkowego 24×36 mm. W optycznym wizjerze widoczny jest obraz rzutowany na matówkę bezpośrednio z obiektywu aparatu poprzez uchylne lustro zasłaniające migawkę i matrycę. W momencie robienia zdjęcia lustro unosi się, a światło kierowane jest bezpośrednio na matrycę. Istnieją również lustrzanki z lustrem półprzepuszczalnym – SLT. W takich aparatach lustro nie zmienia swojej pozycji w momencie wykonywania zdjęcia, co znacznie podnosi szybkość robienia zdjęć seryjnych[3]. Istotną zaletą lustrzanek jest również możliwość wymiany obiektywów.
- Aparaty typu bridge camera (potocznie hybrydy lub DSLR-like) – szeroka grupa aparatów, których wspólną cechą jest brak optycznego układu celowniczego występującego w lustrzankach oraz brak cech konstrukcyjnych i użytkowych pozwalających jednoznacznie zaliczyć je do kompaktów. Z reguły oferują możliwość ręcznego ustawienia wielu parametrów, a pod względem rozwiązań ergonomicznych zbliżone bywają do lustrzanek. Oprócz wyświetlacza LCD przeważnie wyposażone są także w wizjer elektroniczny (EVF) zapewniający podgląd obrazu wprost z matrycy. Typowo wyposażane są również w niewymienne obiektywy zmiennoogniskowe, niekiedy o dużej transfokacji (superzoom).
- Bezlusterkowce – aparaty, których główną cechą jest brak lustrzanego układu optycznego wizjera typowego dla lustrzanek, przy jednoczesnej możliwości wymiany obiektywów, co odróżnia je od pozostałych aparatów cyfrowych. Ich niewielkie rozmiary są możliwe do osiągnięcia dzięki usunięciu lustra i pryzmatu oraz zmniejszeniu odległości matrycy od obiektywu.

Istnieją również inne typy aparatów cyfrowych, jak np. cyfrowy aparat dalmierzowy czy cyfrowy aparat średnioformatowy, ale są one stosunkowo rzadko używane.
Cyfrowe aparaty fotograficzne bywają także wbudowane w inne urządzenia, zwykle telefony komórkowe, smartfony, laptopy i tablety. Mimo że ich rozdzielczości sięgają nawet 40 Mpix, to jakość matryc (szumy), a przede wszystkim układów optycznych, zazwyczaj mocno ustępuje urządzeniom dedykowanym do fotografii.

## Sposób przechowywania danych

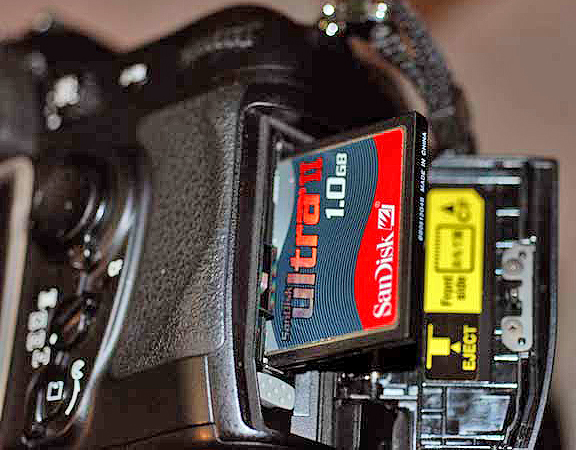
Jednym z wielu typów kart pamięci stosowanych w urządzeniach przenośnych jest CompactFlash (CF)

W chwili obecnej aparaty cyfrowe posiadają nie tylko możliwość przechowywania danych na kartach pamięci, ale również na wbudowanej w urządzenie pamięci wewnętrznej typu flash.
Istnieje wiele rodzajów kart pamięci, które różnią się między sobą budową, prędkością odczytu i zapisu danych oraz pojemnością pamięci, którą można wykorzystać do przechowywania zdjęć.
Najpopularniejsze firmy zajmujące się produkcją kart pamięci to:
- Lexar
- Kingston
- SanDisk
- Sony.

Do szeroko stosowanych standardów kart pamięci należą lub należały:
- CompactFlash (CFC)

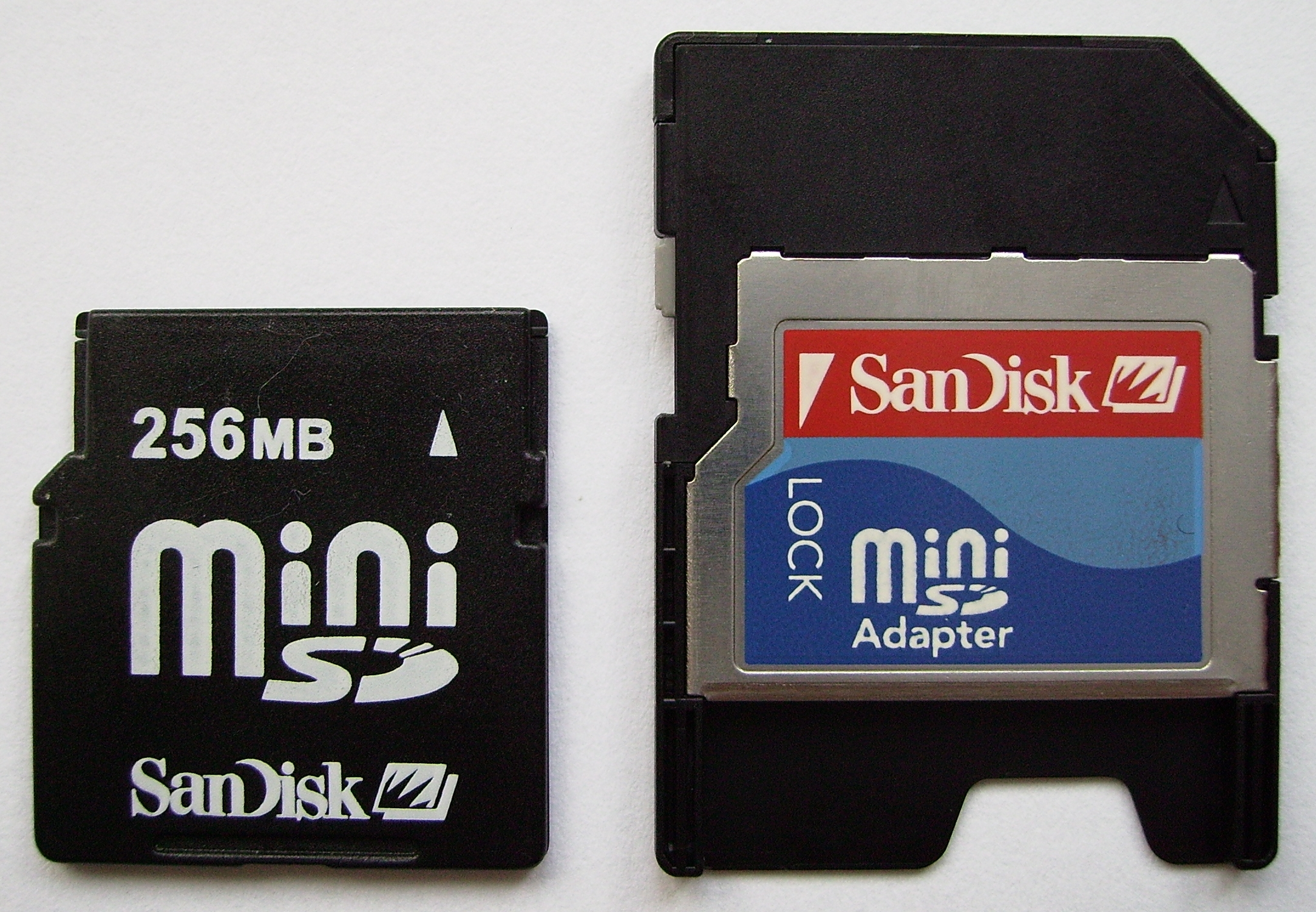
Secure Digital (SD)
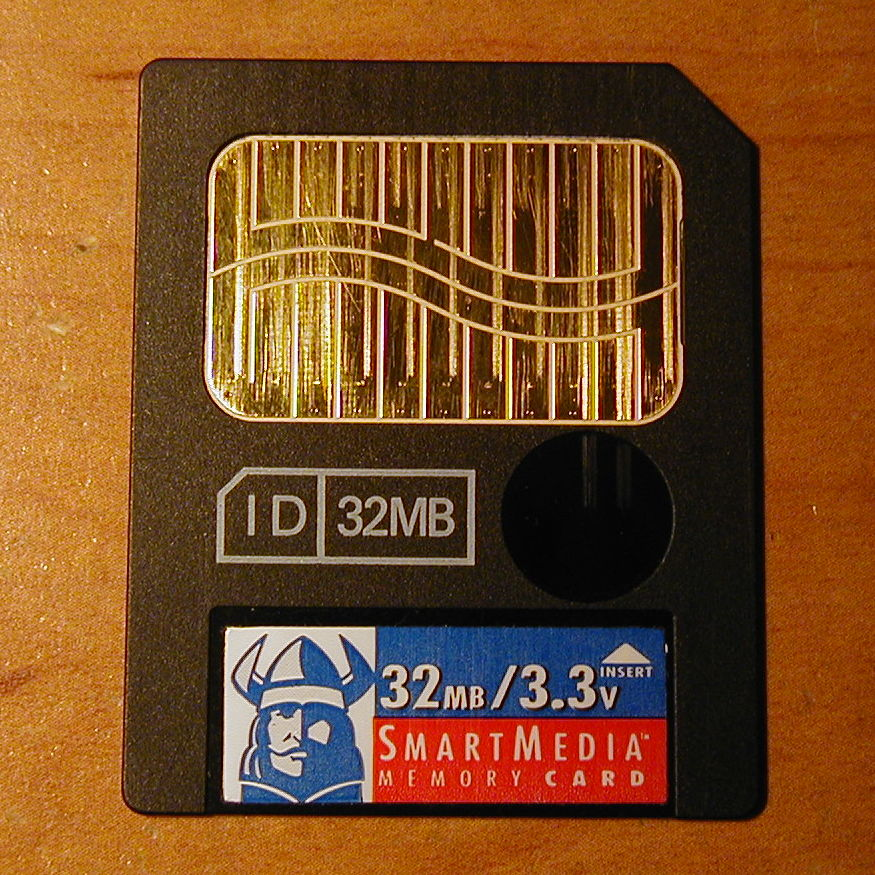
SmartMedia

- MultiMedia Card (MMC)
- Memory Stick (MS)
- SmartMedia (SM)
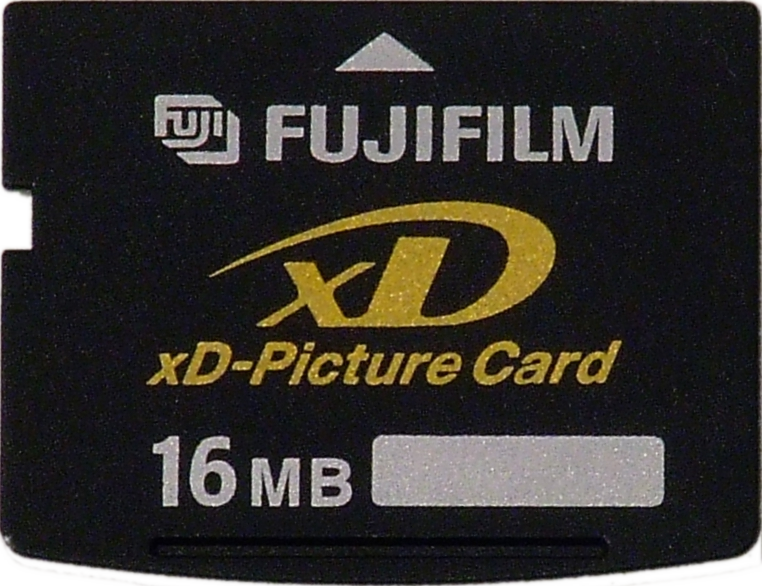
xD-Picture Card (xD)
- T-Flash – znane jako micro-SD.

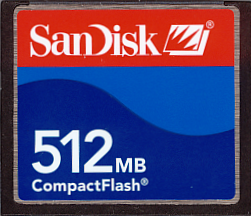
CompactFlash (CF-I)
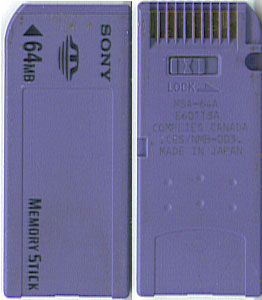
Memory Stick
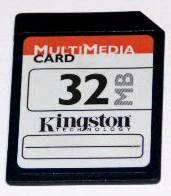
MultiMedia Card (MMC)
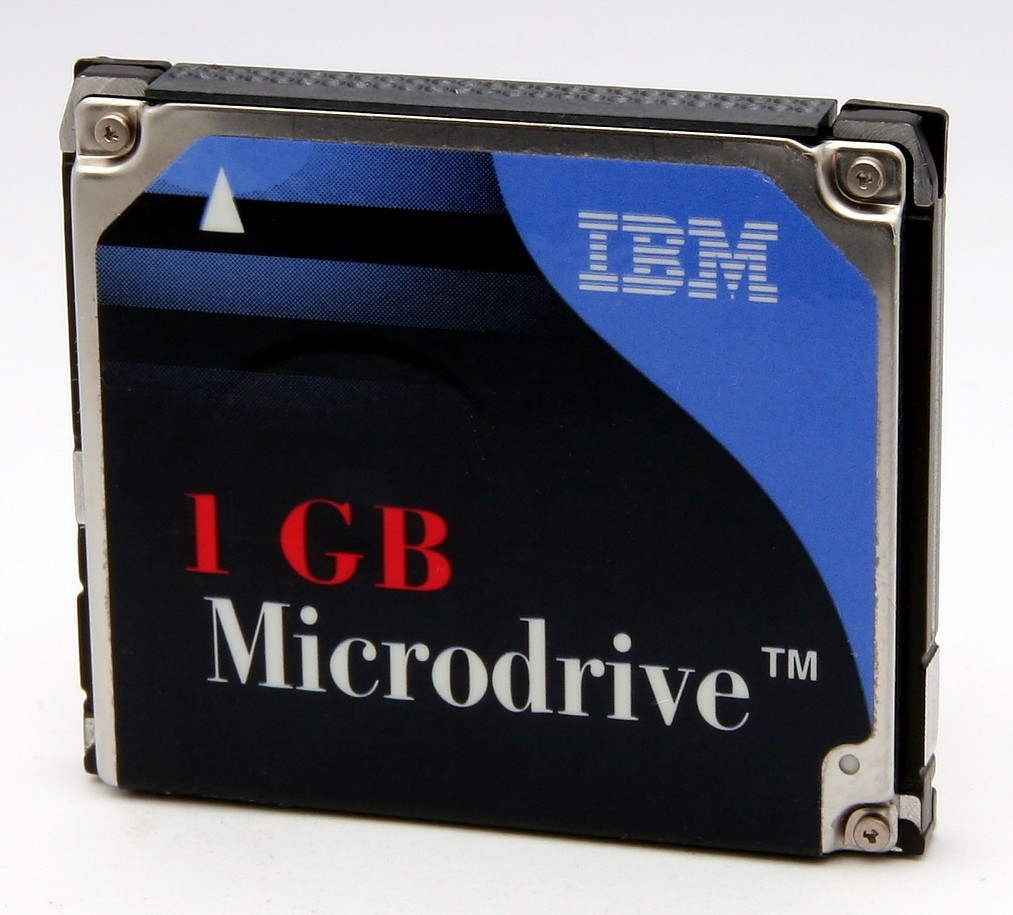
Microdrive (CF-II)

- Mini-SD
- SmartMedia
- xD-Picture Card (xD)